# Dumérils Fransenfingereidechse
Dumérils Fransenfingereidechse (Acanthodactylus dumerili, teilweise auch Acanthodactylus dumerilii) ist eine Art der Gattung Fransenfingereidechsen und wird der Acanthodactylus scutellatus-Artengruppe zugeordnet. Sie ist in der westlichen und zentralen Sahara verbreitet.

## Merkmale
Wie bei vielen Fransenfingereidechsen ist die Gesamterscheinung gelbbräunlich gefärbt und von grazil länglichem Körperbau mit auffallend langen Fingern mit fransenartig auslaufenden Schuppen („Fransenschuppen“), welche für die Gattung namensgebend sind. Die Unterscheidung von Acanthodactylus longipes gelingt anhand der Färbung, denn Dumérils Fransenfingereidechse trägt immer kontrastierende dunkle braune oder schwarze Flecken, über die gesamte Rückenlänge verteilt.

## Habitat und Verbreitungsgebiet
Der typische Lebensraum von Dumérils Fransenfingereidechse liegt hauptsächlich in trockenen Wüstenbereichen in Algerien, Libyen, Marokko, Mauretanien, Senegal, Tunesien und der Westsahara. Im Erg Chebbi und dem M’hamid-Gebiet im südlichen Marokko tritt sie gemeinsam mit Acanthodactylus longipes auf. Diese beiden nahestehenden Arten bevorzugen jedoch unterschiedliche Lebensräume. Dumérils Fransenfingereidechse meidet die vegetationsfreie Wüste und kommt vor allem in den etwas bewachsenen Dünen-Randbereichen mit Buschwerk und Halfagras (Stipa tenacissima) vor oder lebt auf festem Boden mit spärlichem Bewuchs. Zwischen den Wurzeln dieser Vegetation gräbt sie ihren Wohnbau.

## Ernährung und Ökologie

### Silberameisen
Dumérils Fransenfingereidechse ernährt sich von Insekten, die sie erbeutet. Dazu zählen vor allem Silberameisen. Diese haben besonders große Soldaten mit säbelartigen Mandibeln zur Verteidigung gegen diese spezielle Bedrohung entwickelt. Wenn die Eidechse deren unterirdisches Nest nicht aufgraben kann, legt sie ihre Wohnhöhle gerne in dessen Nähe an, um über längere Zeit von der Produktivität des Ameisennestes zu profitieren. Die Silberameisen ihrerseits besitzen spezielle Kundschafterinnen, die das Verhalten der Fransenfingereidechse beobachten und die Arbeiterinnen im Nest alarmieren, sobald die Eidechse ihren Bau aufgesucht hat, um sich vor der Sonnenhitze zu schützen. Unmittelbar danach schwärmen die Ameisen aus, um Nahrung zu sammeln.

### Heuschrecken
Gelegentlich auftauchende Heuschreckenschwärme werden von Dumérils Fransenfingereidechse gern als Nahrungsquelle genutzt. Allerdings fressen manche Heuschreckenarten wie die Wüstenheuschrecke bevorzugt Pflanzen wie das Ägyptische Bilsenkraut, welche Giftstoffe enthalten, und reichern diese in ihrem Körper an. Sie entwickeln bei höherer Populationsdichte eine Warnfärbung, bei der ihre Färbung auffällig intensiviert wird, um auf ihre potentielle Giftigkeit hinzuweisen. Dumérils Fransenfingereidechsen meiden Wüstenheuschrecken mit dieser auffälligen Färbung.

## Bedrohungslage
Stellenweise ist die Populationsdichte hoch, es besteht keine Gefährdung (least concern).